# Jupikovské jazyky
Jupikovské jazyky jsou skupinou jazyků (podle některých zdrojů – dialektů) z eskymácko-aleutské jazykové rodiny, kterými mluví přibližně 15 000 lidí na Aljašce a asi 500 lidí v severovýchodním Rusku (východní Sibiř).

mapa rozšíření jupikovských jazyků

## Jazyky (nebo dialekty)

### Aljaška
- Centrální Yupik
- Čupik
- Alutiikština

### Sibiř
- Středosibiřský yupik
- Čaplinština
- Naukanština
- Sirénština – vyhynula

## Fonologie

### Souhlásky
C – /t͡s/ (české c) nebo někdy/t͡ʃ/ (České č)
G – /ɣ/ (přibližný zvuk neexistuje v Češtině)
Gg – /x/ (české ch)
K, l – /l/ (české l)
Ll – /ɬ/ (přibližný zvuk neexistuje v češtině)
M, ḿ – /m̥/ (zvuk podobný českému m)
N – /n/ (česke n)
Ń – /n̥/ (přibližný zvuk neexistuje v češtině)
Ng – /ŋ/ (přibližný zvuk neexistuje v češtině, zvuk stejný jako anglické ng ve slově thing)
Ńg – /ŋ̊/ (přibližný zvuk neexistuje v češtině)
P, q – /q/ (přibližný zvuk neexistuje v češtině)
R – /ʁ/ (přibližný zvuk neexistuje v češtině, zvuk stejný jako francouzské r)
Rr – /χ/ (přibližný zvuk neexistuje v češtině)
S – /z/ (české z)
Ss – /s/ (české s)
Û – /w/ (přibližný zvuk neexistuje v češtině, zvuk stejný jako anglické w, nebo polské ł)
V – /v/ (české v) nebo někdy /w/ (přibližný zvuk neexistuje v češtině, zvuk stejný jako anglické w, nebo polské ł)
Vv – /f/ (české f)
W – /χʷ/ (přibližný zvuk neexistuje v češtině)
Y – /j/ (české j)

### Samohlásky
Jupikovské jazyky mají tři základní samohlásky: a, u a i.
Kromě nich používají také hlásku známou jako šva (IPA /ə/).